# Ambrosius Bosschaert II
Ambrosius Bosschaert II o Ambrosius Bosschaert el Joven (Middelburg, 1609-Utrecht, 1645) fue un pintor neerlandés. 

## Biografía
Hijo de Ambrosius Bosschaert I, siguió sus pasos en la pintura, como sus hermanos Johannes y Abraham. Se especializó en bodegones de flores y pintura botánica. Sus obras se confunden a veces con las de su padre, ya que pintó con un estilo similar y firmó con la misma monografía. También recibió la influencia de su tío Balthasar van der Ast.
También realizó alguna vanitas, como Vanitas con calavera, globo, jarrón con flores, rosa, libros y vajilla sobre una alfombra azul (c. 1640-1645, colección privada).

## Galería

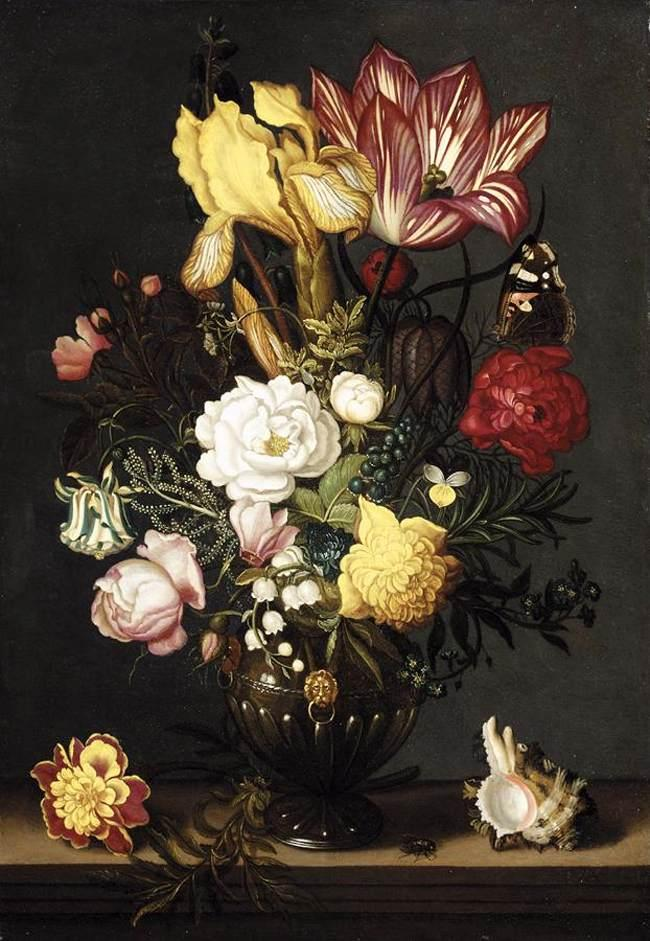
Naturaleza muerta (1627), colección privada
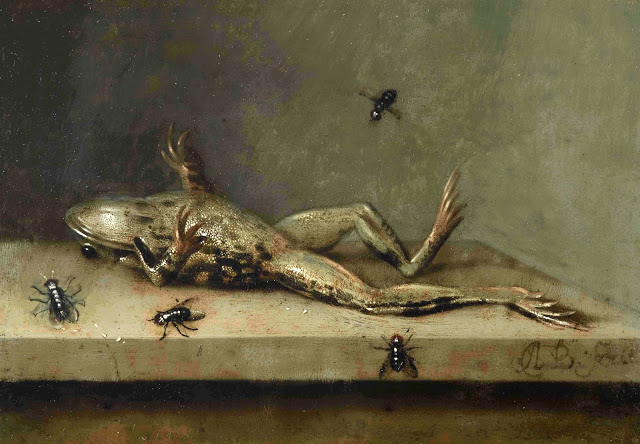
Rana muerta con moscas (1630), Fondation Custodia, París
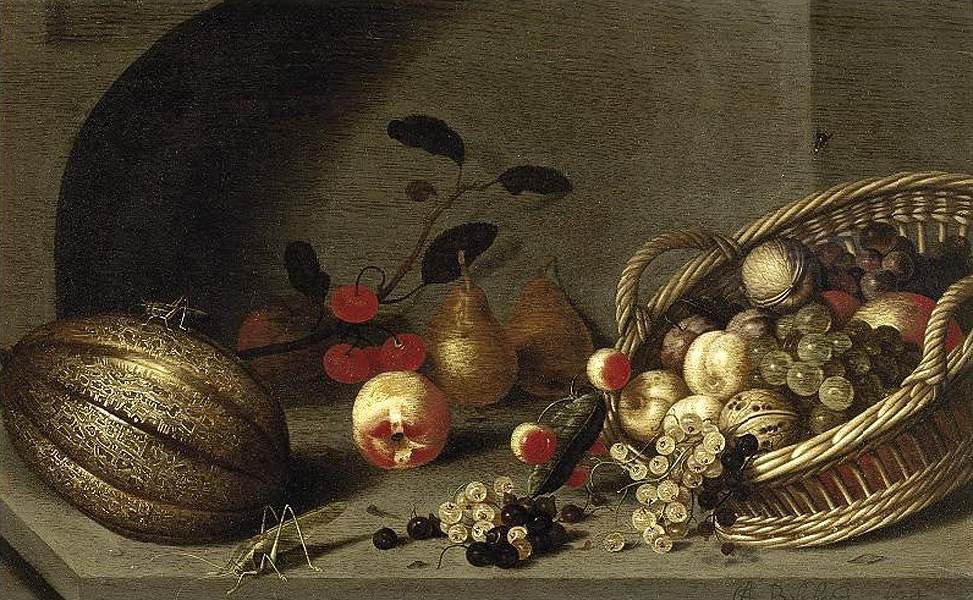
Naturaleza muerta con fruta (1634-1635), colección privada
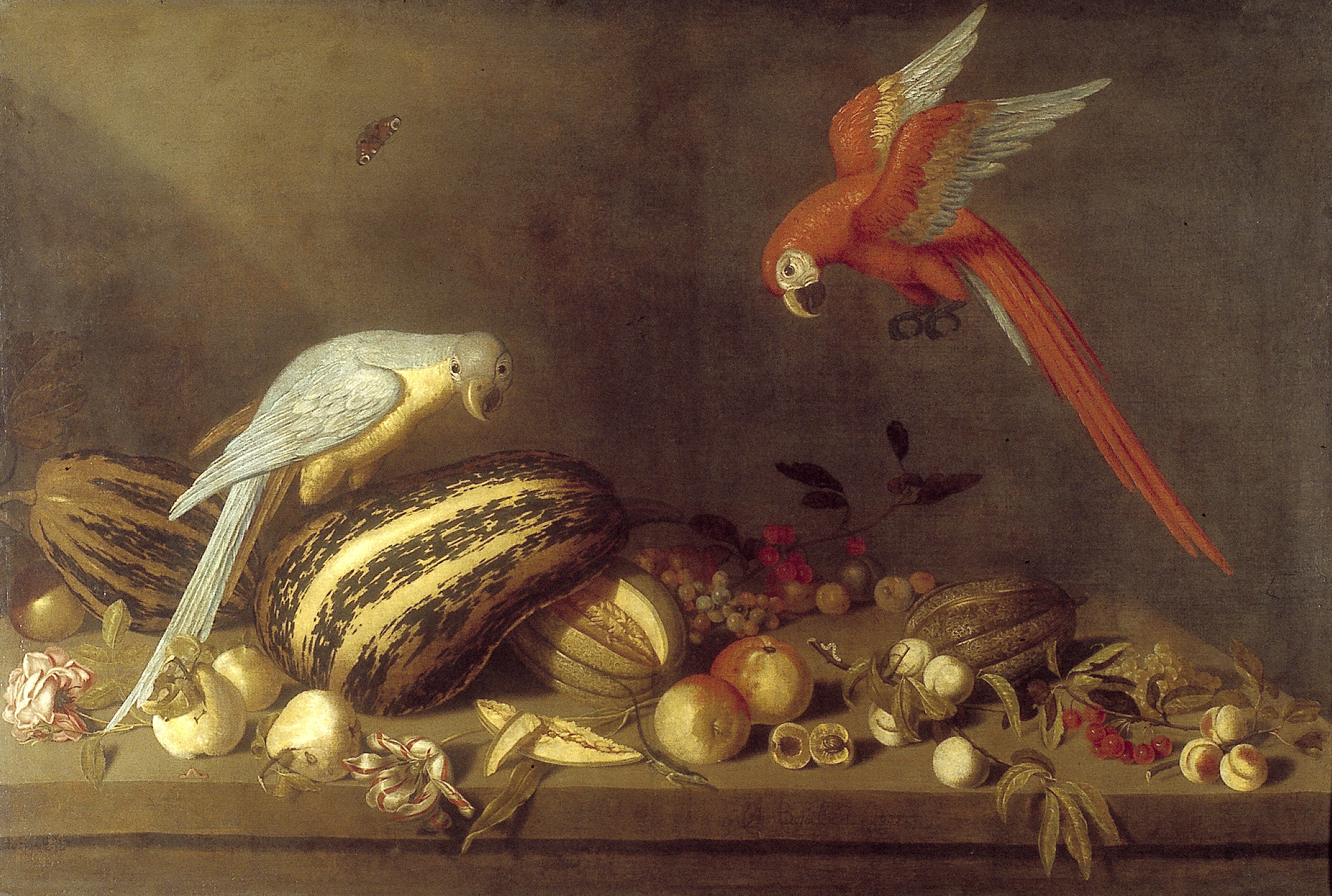
Bodegón con frutas, flores y dos cacatúas (1635), Centraal Museum, Utrecht
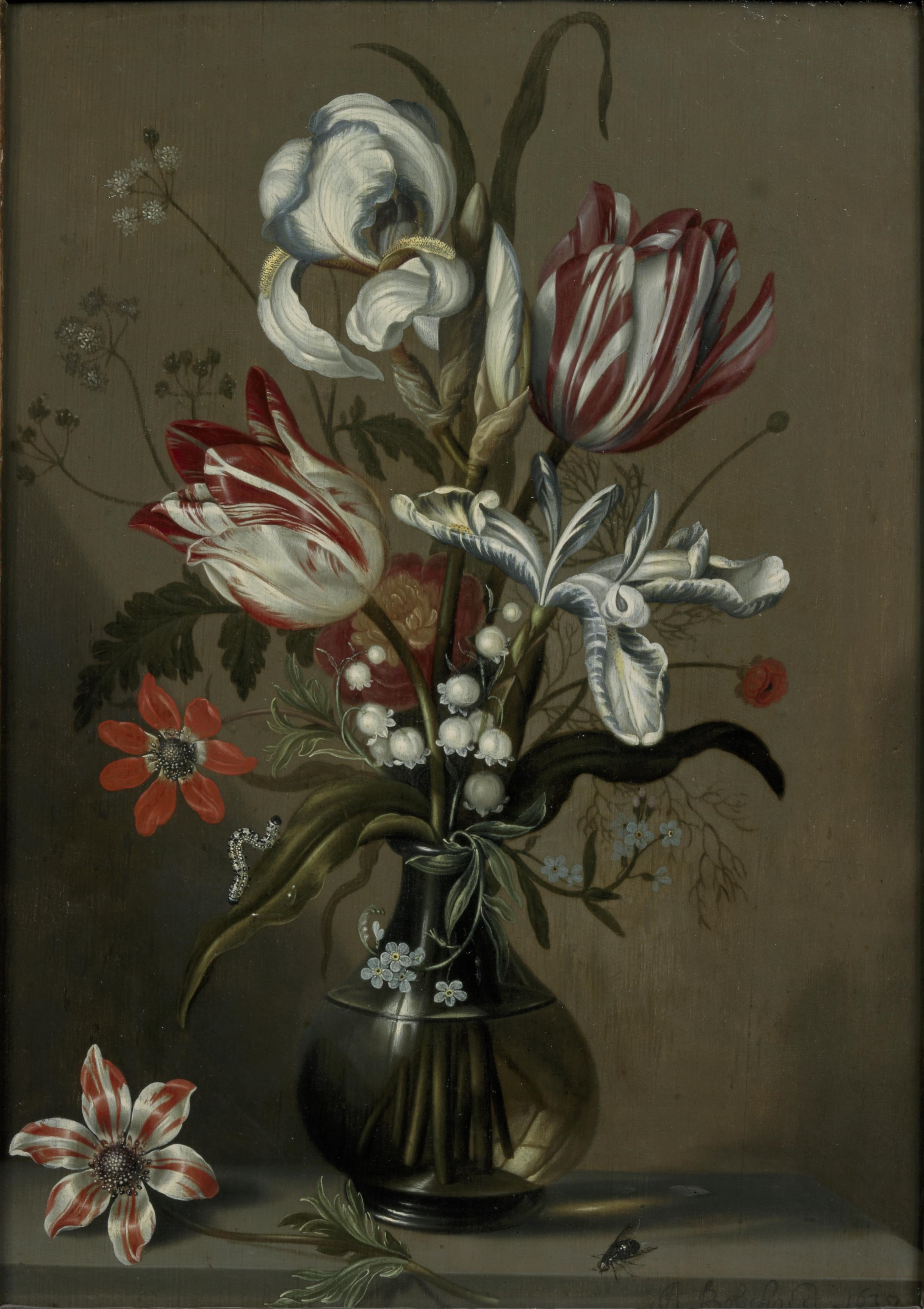
Naturaleza muerta con flores (1635), Centraal Museum, Utrecht
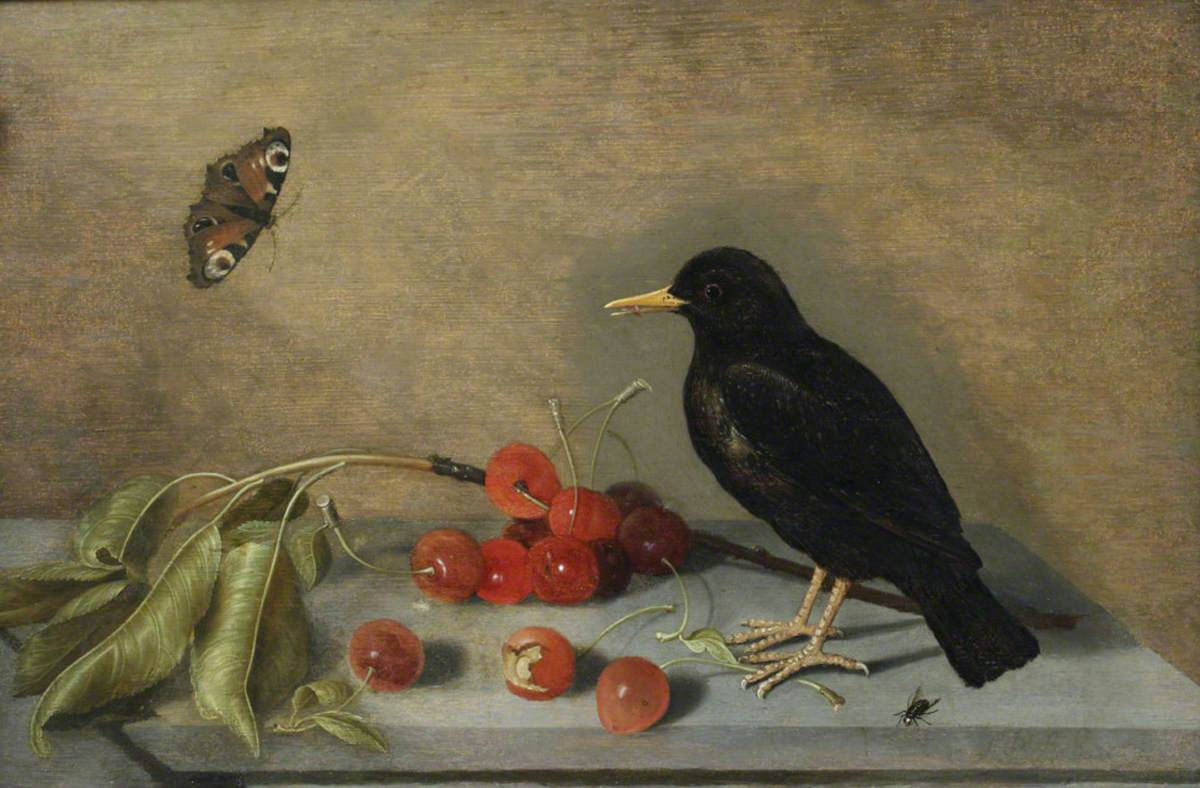
Un mirlo, mariposa y cerezas (1635), Fundación Nacional para Lugares de Interés Histórico o Belleza Natural
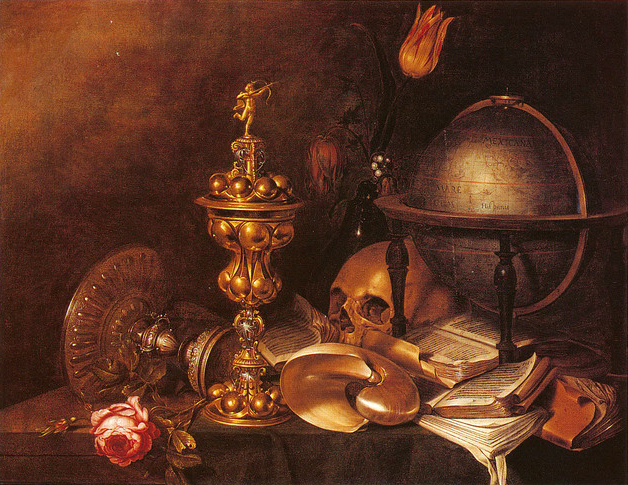
Vanitas con calavera, globo, jarrón con flores, rosa, libros y vajilla sobre una alfombra azul (c. 1640-1645), colección privada